# Axel Kruse (Autor)

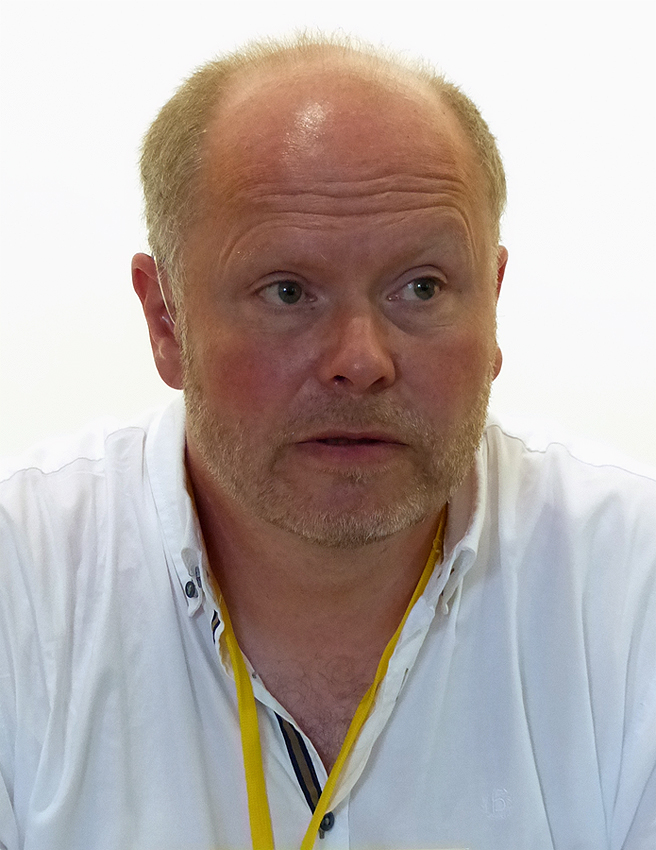
Axel Kruse, 2017

Axel Kruse (* 14. Juli 1963) ist ein deutscher Science-Fiction-Autor.

## Leben
Nach dem Abitur in Essen und dem Wehrdienst absolvierte Kruse eine Ausbildung zum Steuerfachgehilfen sowie eine Fortbildung zum Bilanzbuchhalter und arbeitet heute als selbständiger Steuerberater in Mülheim an der Ruhr.
Axel Kruse veröffentlicht regelmäßig Science-Fiction-Geschichten im Science-Fiction-Magazin Exodus und der Science-Fiction-Heftreihe ad astra. Seine Kurzgeschichte Seitwärts in die Zeit wurde 2014 mit dem Deutschen Science Fiction Preis ausgezeichnet.
Kruse ist verheiratet und hat vier Kinder.

## Werke
- Iteration. Gerald Meyer's Taschenbuch Verlag, 2000, ISBN 978-3-934193-17-8.
- Unter dem weiten Sternenzelt. p.machinery, Murnau am Staffelsee 2010, ISBN 978-3-942533-00-3.
- Seitwärts in die Zeit. p.machinery, Murnau am Staffelsee 2013, ISBN 978-3-942533-75-1.
- Geschichten eines Geistreisenden oder: Neues aus Joaquins Bar. Begedia, Mülheim an der Ruhr 2016, ISBN 978-3-95777-076-9.
- Luna incognita. Atlantis Verlag, Stolberg 2017, ISBN 978-3-86402-483-2.
- Kirkasant. Atlantis Verlag, Stolberg 2017, ISBN 978-3-86402-519-8.
- Ceres. Atlantis Verlag, Stolberg 2018, ISBN 978-3-86402-587-7.
- Sylvej. Atlantis Verlag, Stolberg 2018, ISBN 978-3-86402-638-6.
- Derolia (Die Abenteuer des Samuel Kors 3). Atlantis Verlag, Stolberg 2019, ISBN 978-3-86402-679-9.
- LVDOWIGVS von Lüttelnau. p.machinery, Winnert 2019, ISBN 978-3-95765-153-2.
- Migiersdottir. Wurdack Verlag, Nittendorf 2022, ISBN 978-3-95556-155-0.
- Kürben. Wurdack Verlag, Nittendorf 2023, ISBN 978-3-95556-205-2.